# Al-Raï
Pour les articles homonymes, voir Arima.

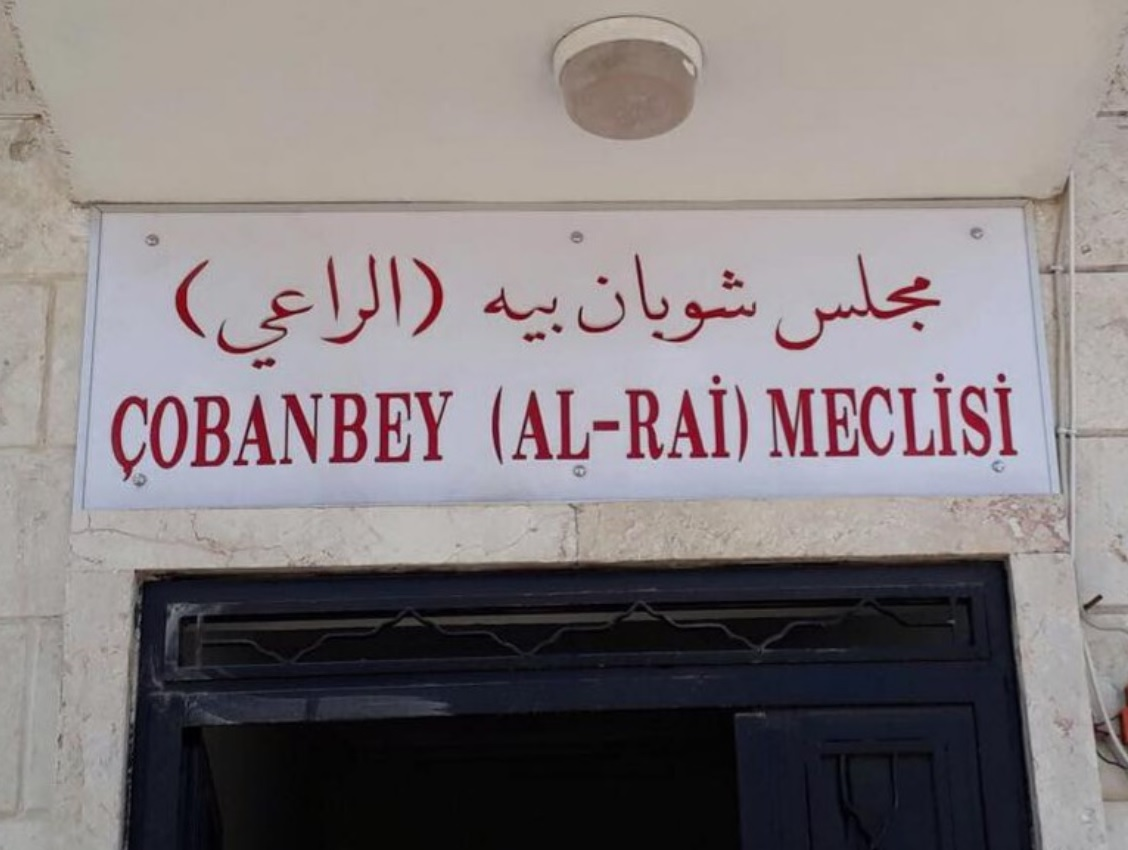
Çobanbey (Al-Rai) Counci

Al-Raï (en arabe : الراعي), est une ville du nord-ouest de la Syrie située à la frontière Turque. Elle dépend administrativement du gouvernorat d'Alep et du district d'Al-Bab, dans le canton (nahié) du même nom, dont elle est le chef-lieu. Sa population en 2004 est de 4 609 habitants.
Le poste-frontière se trouve à 3,5 km au nord-est de la ville, au niveau de la gare ferroviaire turque de Çobanbey.

## Histoire

### Guerre civile
Conquise par l'État islamique (EI) aux premiers moments de la guerre civile syrienne, la ville stratégiquement située sur la frontière permettait de faire passer des recrues djihadistes et les fruits de divers trafics de financement pour l'organisation (pétrole de contrebande notamment) venant de Turquie en direction du reste des territoires contrôlés par l'organisation, notamment vers la ville de Raqqa, capitale du califat. À ce titre, elle fut maintes fois disputée entre l'EI et les rebelles modérés. Ces derniers s'en emparent le 17 août 2016.